# Піхотинці (фільм, 1930)
«Піхотинці» (англ. Doughboys) — американська воєнна кінокомедія Едварда Седжвіка 1930 року.

## Сюжет
Елмер Стайвсент закоханий в красуню Мері. Коли він в черговий раз під'їжджає на своєму Роллс-ройсі і запрошує Мері на побачення, вона, в черговий раз, йому відмовляє. Тим часом шофер Стайвсента записується в армію. Елмер збирається найняти нового шофера, але замість бюро по найму помилково приходить на призовний пункт. Його відправляють «добровольцем» на Першу світову війну.

## У ролях
- Бастер Кітон — Елмер Стайвсент
- Селлі Ейлерс — Мері
- Кліфф Едвардс — Нескоп
- Едвард Брофі — сержант Брофи
- Віктор Потел — Свенбарг
- Арнольд Корфф — Густаф
- Френк Майо — капітан Скотт
- ВІльям Стіл — лейтенант Рендольф
- Сідні Брейсі — вербувальник
- Енн Сотерн